# Blasco de Grañén
(Teruel). Museu de Zaragoza. De estilo gótico internacional, representa a Virgem com o Menino no trono rodeada de anjos músicos tocando vihuela de mão, vihuela de arco, rabeca, dulzainas ou chirimías, harpa e órgão. O Menino Jesus segura um orbe arrematado por um estandarte com a Cruz de São Jorge.]]
Blasco de Grañén (Zaragoza - Zaragoza, outubro de 1459), também chamado «Mestre de Lanaja», foi um pintor gótico que viveu em Aragão desde 1422.
Tinha estúdio em Zaragoza, de reconhecida fama, chegou a ser nomeado pintor do rei João II de Aragão. Teve como ajudante , entre outros, Pedro García de Benavarre, com quem realizou em 1445 retábulos para o Monastério de São Pedro de Siresa.
Fuoi um seguidor de Juan de Leví. Para a Igreja de São Salvador de Ejea de los Caballeros, contratou em 1440 o retábulo maior que deixou sem terminar por ocasião de sua morte, sendo concluído por seu sobrinho, Martín de Soria, e o também pintor Juan Ríus. Conservado in situ, não é fácil determinar a parte que cabe a cada um. Para completar o retábulo, Grañen pediu a alta soma de dez mil salários, que incluía o trabalho de madeira encomendado a os famosos Domingo e Mateo de Sariñena, que voltariam a colaborar con ele no retábulo de São Jaime para a paróquia de Épila de Zaragoza. Após sua morte, o retábulo de e Épila ye o retábulo de Ejea de los Caballeros foram finalizados por Martín de Soria.